# Turistická značená trasa 5805
 Turistická značená trasa 5805 je zelená značka ve Vysokých Tatrách na Slovensku určená pro pěší turistiku, která vede od Chaty pri Popradskom plese na Trigan na Tatranské magistrále a slouží jako zimní alternativa magistrály, která je v těchto místech v zimě ohrožována lavinami. Vznikla v důsledku tragické laviny z roku 1974.

## Přístupnost
Přístup veřejnosti je možný po celý rok.

## Popis trasy
| vzdálenost km | čas hod | nadmořská výška | místo                          | souběžné trasy                       | navazující trasy                           | směr navazujících tras                          |
| ------------- | ------- | --------------- | ------------------------------ | ------------------------------------ | ------------------------------------------ | ----------------------------------------------- |
| 0,0           | 0:00    | 1 510           | chata pri Popradskom plese     | 8854                                 | 0930                                       | ↑Rázcestie nad Popradským plesom/↓Štrbské pleso |
| 0,0           | 0:00    | 1 510           | chata pri Popradskom plese     | 8854                                 | 0930                                       | ↑Sedlo pod Ostrvou/↓Batizovské pleso            |
| 0,0           | 0:00    | 1 510           | chata pri Popradskom plese     | 8854                                 | cyklotrasa 2866 trasa pro vozíčkáře        | ↓železniční zastávka Popradské Pleso            |
| 0,04          | 0:01    | 1 500           | Majláthova chata               | 8854                                 |                                            |                                                 |
| —             | —       | 1 496           | Popradské pleso (západní břeh) | 8854                                 | 8854                                       | ↓Symbolický cintorín                            |
| 1,3           | 0:25    | 1 500           | Popradská poľana               |                                      | 2902 cyklotrasa 2866 trasa pro vozíčkáře   | ↑Rázcestie nad Popradským plesom                |
| 1,3           | 0:25    | 1 500           | Popradská poľana               | ↓železniční zastávka Popradské Pleso | 2902 cyklotrasa 2866 trasa pro vozíčkáře   |                                                 |
| —             | —       | 1 447           | most přes Hincov potok         |                                      |                                            |                                                 |
| 2,5           | 0:45    | 1 500           | Trigan                         |                                      | 0930 NCH Cesta lesom medzi Plesom a plesom | ↓Štrbské pleso                                  |
| 2,5           | 0:45    | 1 500           | Trigan                         | ↓Popradské pleso                     | 0930 NCH Cesta lesom medzi Plesom a plesom |                                                 |